# Monestir de Sorèze
El monestir de Sorèze fou un establiment religiós del Tolosà fundat com a monestir en temps visigot, restaurat en data desconeguda a la segona meitat del segle viii per Pipí el Breu o Carlemany, sent establert com a abadia. Existia al segle ix quan és esmentat pel catàleg elaborat a la Dieta d'Aquisgrà (817). Estava situar a la vora del petit riu Sor del que va agafar el nom, a l'entrada de la plana de Revel una de les més gran, boniques i millor cultivades del reialme, al peu de la Muntanya Negra que era part de la cadena dels Cévennes, a uns 25 km de Lavaur del costat sud. Es diu que antigament portava el nom de Nostra Senyora de la Sanhe o de la Pau. Encara modernament romania sota patronatge de la Mare de Déu. Va donar origen a una població que porta el nom de Sorèze.